# جان بودرو
جان بودرو هو سياسي كندي، ولد في 1748، وتوفي في 31 أغسطس 1827. انتخب Member of the  Legislative Assembly of Lower Canada ‏.